# Октябрьская площадь (Новороссийск)
Октябрьская площадь — памятное место города, находится в Центральном районе города-героя Новороссийска. Она ограничена по периметру улицами Октябрьской, Горького и Рубина. Ранее площадь называлась Соборной. Решение о переименовании принято 1 мая 1921 года на торжественном заседании пленума городского Совета рабочих, красноармейских и флотских депутатов.

## Памятники и монументы
На Октябрьской площади установлены памятники жертвам политических репрессий, жертвам революции, детям-узникам и пионеру-герою Вите Новицкому.
В центре площади в 1924 году в результате конкурса «На постройку памятника жертвам революции» установлен монумент в виде обелиска над братской могилой, в основании которого расположена пятиконечная звезда. Описание на памятнике: «Первые захоронения на площади Великого Октября сделаны 30 мая 1920 г. В этот день с Суджукской косы, Мефодиевки и других мест города были перезахоронены в братскую могилу те, кого убили деникинцы за время своего пребывания в городе с 26 августа 1918 г. по 27 марта 1920 г. Позже в эту могилу были захоронены: Лоза Г.А., Сирадзе И.А., Яковлев А.А., Фисанов И.К., Джакобия С.Ш., Кацура А.Ф.»
В сентябре 1975 года на месте дозорно-пороховой башни (месте подвига пионера-героя Вити Новицкого), снесенной в 1956 году, был установлен памятник герою.
В 2003 году на Октябрьской площади накануне Дня согласия и примирения был установлен памятник жертвам политических репрессий.
9 декабря 2015 года на Октябрьской площади открыт памятник детям-узникам, жертвам фашистских концлагерей.

## Галерея

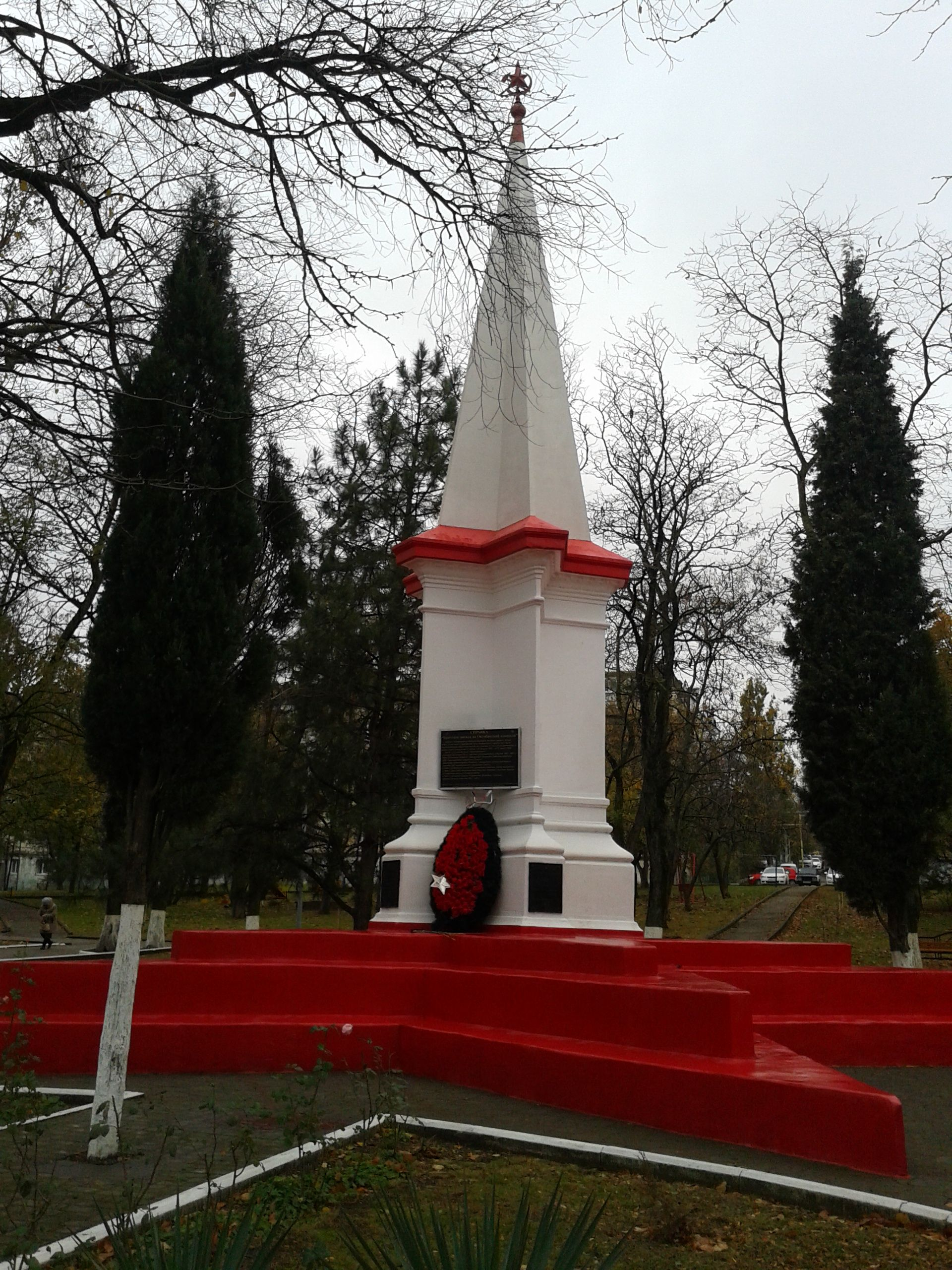
Памятник жертвам революции
Памятник жертвам политических репрессий
Памятник Вите Новицкому
Памятник детям жертвам войны